# Okgok-myeon
Okgok-myeon (koreanska: 옥곡면)  är en socken i  stadskommunen Gwangyang i provinsen Södra Jeolla i södra delen av Sydkorea, 295 km söder om huvudstaden Seoul. 